# Université Roosevelt
Pour les articles homonymes, voir Roosevelt.
L'université Roosevelt (en anglais : Roosevelt University) est un établissement d'enseignement supérieur privé de Chicago (États-Unis). Ses locaux se trouvent sur deux campus de l'agglomération, l'un dans le centre-ville de Chicago (quartier du Loop, Auditorium Building) l'autre dans la ville de Schaumburg (campus Albert A. Robin). Elle compte environ 7 300 étudiants et fut fondée en 1945. Elle prépare à plus de cent diplômes différents en science, économie, éducation ou arts.